# سولتسی
شهر سولتسی (به روسی: Сольцы) در کشور روسیه و در اوبلاست نووگورود واقع شده‌است.